# Ляховське
Ляховське (пол. Lachowskie) — село в Польщі, у гміні Прашка Олеського повіту Опольського воєводства.
Населення — 154 особи (2011).
У 1975-1998 роках село належало до Ченстоховського воєводства.

## Демографія
Демографічна структура станом на 31 березня 2011 року:
|          | Загалом | Допрацездатний вік | Працездатний вік | Постпрацездатний вік |
| -------- | ------- | ------------------ | ---------------- | -------------------- |
| Чоловіки | 77      | 14                 | 53               | 10                   |
| Жінки    | 77      | 10                 | 44               | 23                   |
| Разом    | 154     | 24                 | 97               | 33                   |